# Interact Club - Distrito 4930

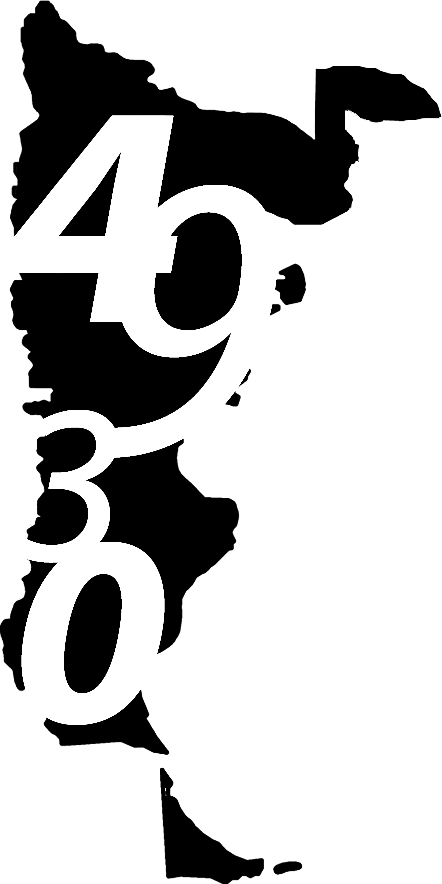
Isotipo distrital (2011-2012)

El distrito 4930 es el distrito de Rotary International que abarca toda la región sur de Argentina, incluyendo la Patagonia y el sur de Buenos Aires.

## Organización Distrital

### Lema e isotipo
Durante todos y cada uno de los periodos, una vez en asamblea durante la Conferencia Distrital, los ejecutivos de los distintos clubes del distrito se reúnen y, entre otros temas, deciden el lema e isotipo del periodo siguiente. Desde el año 2008, más precisamente durante la 44.ª conferencia se implementó el último cambio de isotipo.

#### Lema: Año por Año
- Abre tus ojos, extiende tus manos (2010-2011)
- Jóvenes con vision de cambio (2011-2012)

### Clubes Activos
| Allen              | Av. Libertad 231     | Sábados a las 18.30           |                  |                     |
| Caleta Olivia      | Progreso López 1920  | Sábados a las 17 Cinco Saltos | Don Bosco 400    | Sábados a las 17:30 |
| Cipolletti         | San Martín 586       | Viernes 18.30                 |                  |                     |
| Comodoro Rivadavia | Figueroa Alcorta 564 | Sábado 17:00                  |                  |                     |
| Punta Alta         | Colon 681            | Viernes a las 18              |                  |                     |
| Villa Regina       | Urquiza 137          | Viernes 18:30 hs              |                  |                     |
| Esquel             |                      |                               | Sábados a las 18 |                     |

### Conferencias
Las conferencias son eventos de carácter anual en el que todos los clubes pertenecientes al distrito se reúnen en la ciudad de un club. Esto se pacta durante la conferencia realizada el año anterior. Tienden a tener una duración de uno a tres días y durante la misma se realizan distintas jornadas para explicar el funcionamiento de los clubes u otros temas de similar importancia, independientemente de si son exclusivos de Interact o si son relativos a otros temas como enfermedades, seguridad e higiene, etc. 

#### Asistencia
La asistencia a las conferencias depende de las posibilidades de los clubes de viajar a la misma, dado que la región abarcada por el distrito se caracteriza por un gran terreno en el cual las urbes se distancian demasiado entre sí (tasas demográficas muy bajas) las conferencias carecen de carácter obligatorio por los altos costos de los viajes que tienen que afrontar los clubes localizados en los extremos del distrito, tales como Ushuaia o Punta Alta.

#### Particularidades
En el caso de la conferencia realizada en el año 2011, la sede fue decidida durante la asamblea llevada a cabo por Interact Club Punta Alta ese mismo año, dado que durante la conferencia anterior (realizada en Allen) no se alcanzó a discutir dicho tema.

#### Año por año
- 2004: 40ava. Punta Alta por Interact Club Punta Alta
- 2005: 41ava. San Carlos de Bariloche por Interact Club San Carlos de Bariloche
- 2006: 42ava. Neuquén por Interact Club Cipolletti
- 2007: 43ava. Villa Regina por Interact Club Villa Regina
- 2008: 44ava.  Caleta Olivia por Interact Club Caleta Olivia (29 de septiembre a 1 de octubre)
- 2009: 45ava. Trelew por Interact Club Antú Trelew (25 a 27 de septiembre)
- 2010: 46ava. Allen por Interact Club Allen (5 al 7 de noviembre)
- 2011: 47ava. Cinco Saltos por Interact Club Cinco Saltos (8 a 10 de octubre)
- 2012: 48ava  San Martín De Los Andes por Interact Club San Martín De Los Andes (6 a 8 de Octubre)
- 2015: 49ava. Comodoro Rivadavia por Interact Club Comodoro Rivadavia (23 a 25 de mayo)
- 2016: 50ava. Punta Alta por Interact Club Punta Alta (18 a 20 de junio)
- 2017: 51ava. Caleta Olivia por Interact Club Caleta Olivia (17 a 20 de junio)

### Asambleas del Distrito 4930
Son eventos de mayor importancia comparados con una conferencia ya que no tienden a tener el mismo caudal de asistentes debido a que son exclusivos de los ejecutivos de los clubes, que se reúnen a discutir temas sobre el distrito o sobre los mismos clubes que lo conforman. Así también tienden a durar entre 1 o 2 días y a ser realizadas durante los últimos meses del periodo, o lo que es lo mismo, durante el segundo cuatrimestre del año.

#### Particularidades
Si bien es creído popularmente que las asambleas comenzaron a gestarse partir del año 2010 (el proyecto de la asamblea con sede en Punta Alta fue presentado en la conferencia en Allen el año anterior), se sabe, por fuentes históricas, que las mismas fueron celebradas previamente pero luego fueron interrumpidas, y reanudadas por la celebrada en Punta Alta.

#### Año por año
- 2011: Punta Alta por Interact Club Punta Alta (30 de abril al 1 de mayo)
- 2012: Caleta Olivia por Interact Club Caleta Olivia (24 de marzo al 25 de marzo)
- 2013: Allen por Interact Club Allen
- 2014: Cinco Saltos por Interact Club Cinco Saltos
- 2015: Las Grutas por Interact Club Villa Regina en forma de Primer Encuentro Juvenil Interactiano (27 al 30 de noviembre)

### Representantes del Distrito 4930 (RDI)
- 2007-2008: Celeste Valdarenas de Interact Club Antú Trelew
- 2008-2009: Miranda Marrazo de Interact Club Cipolletti
- 2009-2010: Celeste Valdarenas de Interact Club Antú Trelew
- 2010-2011: Florencia Lozano de Interact Club Caleta Olivia
- 2011-2012: Ariadna Constantinidis de Interact Club Allen
- 2012-2013: Noelia Anahí Macías de Interact Club Punta Alta
- 2013-2014: Tomás Ghilino de Interact Club Punta Alta
- 2014-2015: María Sol Marzari de Interact Club Cinco Saltos
- 2015-2016: Azul Iparraguirre de Interact Club Rada Tilly
- 2016-2017: Tomás Mellado de Interact Club Villa Regina
- 2017-2018 Tomás Fuentes de Interact Club Caleta Olivia
- 2018-2019:Alan Gabriel Uribe de Interact Club Allen

## Los Clubes en la Web
- Interact Club Antú Trelew

https://www.facebook.com/interactallen Interact Club Allen 
https://www.facebook.com/interactclub.villaregina?fref=ts  INTERACT CLUB VILLA REGINA , RIO NEGRO  
```
https://www.facebook.com/interact.cipolletti
 Interact Club Cipolletti
```

- Interact Club Caleta Olivia
- Interact Club Cinco Saltos
- Interact Club Rawson
- Interact Club Villa Regina

- Datos: Q11008429